# Serie B 1899-1900
La Serie B 1899-1900 è stata la 2ª edizione della seconda divisione del campionato svizzero di calcio e vide la vittoria finale del Winterthur.

## Stagione

### Formula
Le cinque squadre partecipanti vennero suddivise in due gironi geografici e si affrontarono per la prima volta in un girone all'italiana. Le squadre vincitrici del rispettivo girone si qualificarono successivamente per la finale per contendersi il titolo.

## Squadre partecipanti
| Club            | Città      |
| --------------- | ---------- |
| Fortuna Zurigo  | Zurigo     |
| Grasshoppers II | Zurigo     |
| Neuchâtel II    | Neuchâtel  |
| Winterthur      | Winterthur |
| Zurigo          | Zurigo     |

## Torneo

### Girone Est

#### Classifica finale
|  | Pos. | Squadra         | Pt | G | V | N | P | GF | GS | DR  |
|  | ---- | --------------- | -- | - | - | - | - | -- | -- | --- |
|  | 1.   | Winterthur      | 11 | 6 | 5 | 1 | 0 | 22 | 17 | +5  |
|  | 2.   | Fortuna Zurigo  | 7  | 6 | 3 | 1 | 2 | 15 | 18 | -3  |
|  | 3.   | Zurigo II       | 3  | 6 | 1 | 1 | 4 | 8  | 16 | -8  |
|  | 4.   | Grasshoppers II | 3  | 6 | 1 | 1 | 4 | 12 | 26 | -14 |

Legenda:
      Qualificato alla finale.
Note:
Due punti a vittoria, uno a pareggio, zero a sconfitta.

### Girone Ovest

#### Verdetto
- Neuchâtel II qualificata direttamente alla finale in quanto unica rappresentante.

### Finale
| Aarau | Winterthur | 4 – 0 | Neuchâtel II |  |

## Verdetto finale
- Winterthur campione di Serie B 1899-1900.